# Верхнебешкильское сельское поселение
Верхнебешкильское се́льское поселе́ние — муниципальное образование в Исетском районе Тюменской области Российской Федерации.
Административный центр — село Верхнебешкиль.

## История
Статус и границы сельского поселения установлены Законом Тюменской области от 5 ноября 2004 года № 263 «Об установлении границ муниципальных образований Тюменской области и наделении их статусом муниципального района, городского округа и сельского поселения».

## Население
| 2010 | 2011 | 2012 | 2013 | 2014 | 2015 | 2016 |
| ---- | ---- | ---- | ---- | ---- | ---- | ---- |
| 615  | →615 | ↗620 | ↘613 | ↘601 | ↗607 | ↗617 |
| 2017 | 2018 | 2019 | 2020 | 2021 |      |      |
| →617 | ↘602 | ↘587 | ↘584 | ↗604 |      |      |

## Состав сельского поселения
| № | Населённый пункт | Тип населённого пункта       | Население |
| - | ---------------- | ---------------------------- | --------- |
| 1 | Верхнебешкиль    | село, административный центр | 591       |
| 2 | Пастухова        | деревня                      | 24        |